# Зай-Чишма
 Зай-Чишма  — село в Альметьевском районе Татарстана. Входит в состав Ямашского сельского поселения.

## География
Находится в юго-восточной части Татарстана на расстоянии приблизительно 18 км по прямой на север-северо-запад от районного центра города Альметьевск.

## История
Основано в первой половине XVIII века.

## Население
Постоянных жителей было: в 1782 — 33 души мужcкого пола, в 1816—162, в 1859—278, в 1870—340, в 1897—561, в 1920—711, в 1926—652, в 1938—632, в 1949—392, в 1958—554, в 1970—541, в 1979—413, в 1989—288, в 2002—262 (русские 96 %), 279 в 2010.